# サンベルクス

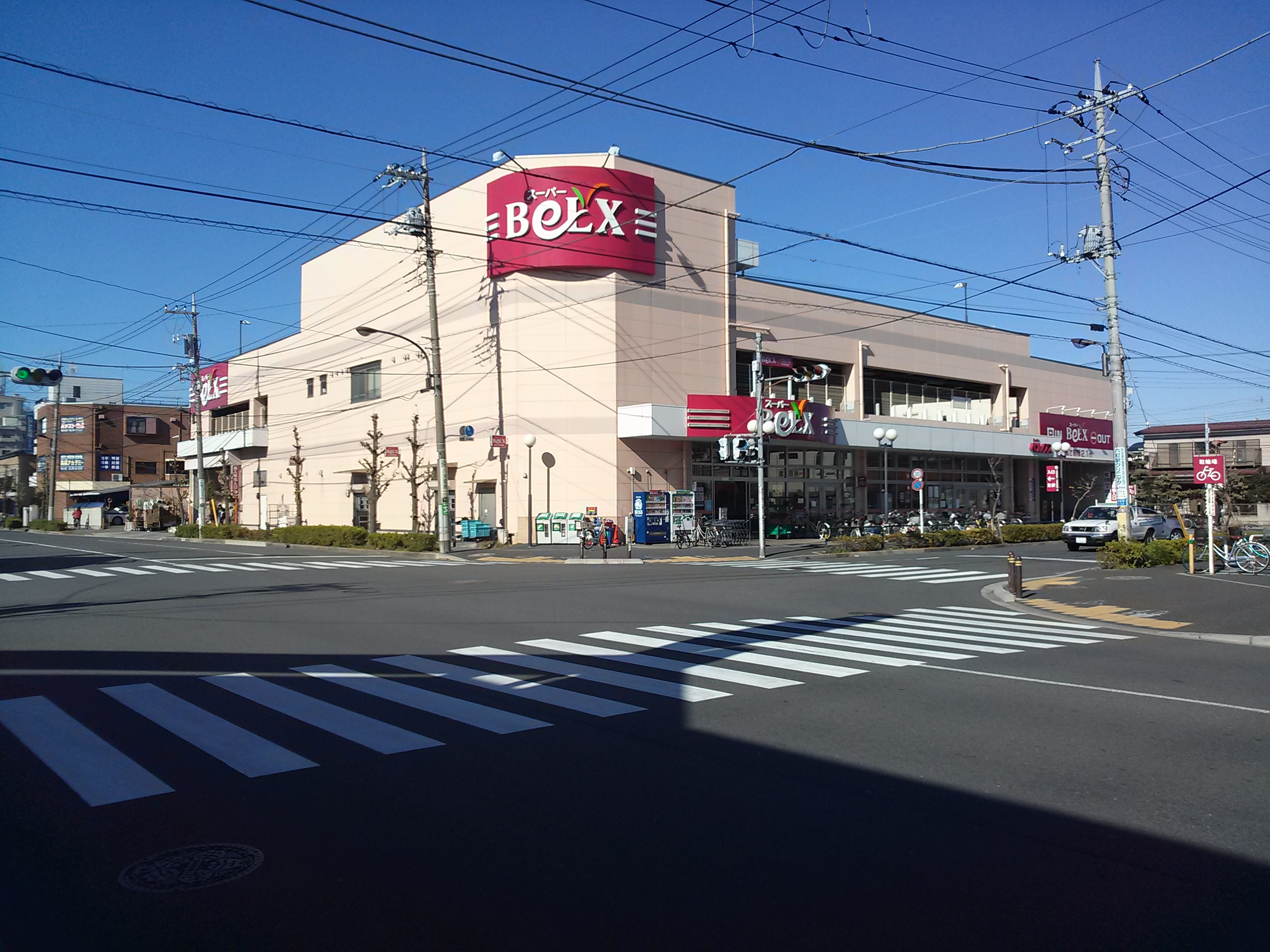
東京都足立区南花畑にある「スーパーベルクス南花畑店」

株式会社サンベルクス（英: Sun Bel'x Co.,LTD.）は、東京都足立区に本社を置きスーパーマーケット「スーパーベルクス」を経営する日本の企業。
経営理念は「誠心誠意」「目標を持ち続けること」。

## 店舗
2020年1月現在、東京都14店・埼玉県12店・千葉県18店でドミナント出店を標榜している。
東京都の足立花畑中央店と埼玉県の浦和南店はベルクスモールとして開店した。
代表者の鈴木秀夫を始めとした同族経営を行っている。

## 陸上競技部
2012年4月に設立。2015年4月に日清食品グループ陸上競技部に所属し全日本実業団対抗駅伝大会（通称：ニューイヤー駅伝）の優勝経験を持つ北村聡や、主力で活躍していたメクボ・ジョブ・モグスらの加入により補強し力を付けている。2015年11月に行われた東日本実業団駅伝で14位に入り、2016年1月1日に行われる第60回全日本実業団対抗駅伝に初出場を果たした。結果は37位だった。2017年11月の東日本実業団駅伝では13位に入り、2年ぶりのニューイヤー駅伝出場を果たした。